# Robert Ryan
Robert Bushnell Ryan (Chicago, Illinois, 1909. november 11. – New York, 1973. július 11.) amerikai színész.

## Élete

### Származása
Timothy Aloysius Ryan és Mable Arbutus Bushnell fiaként született. Szülei katolikus szellemben nevelték. A wilmette-i (Illinois) Loyola Academy-n végezte tanulmányait, 1932-ben diplomázott a hanoveri (New Hampshire) Dartmouth College-en. Ezután különböző munkákból élt, míg 1936-ban apja halála után döntötte el, hogy színész lesz.

### Pályafutása
1937-ben csatlakozott egy chicagói színtársulathoz. 1939 novemberében a Paramount cég hathónapos szerződést kötött vele. Első filmszerepét az 1940-es Golden Gloves-ban alakította.

### Magánélete
1939-ben feleségül vette Jessica Cadwaladert, akivel haláláig élt házasságban. Két fia és egy lánya született.

## Filmjei
| Év        | Eredeti cím                          | Szerep                                        | Magyar cím              |
| --------- | ------------------------------------ | --------------------------------------------- | ----------------------- |
| 1940      | The Ghost Breakers                   | Intern (uncredited)                           |                         |
| 1940      | Queen of the Mob                     | Jim                                           |                         |
| 1940      | Golden Gloves                        | Pete Wells                                    |                         |
| 1940      | North West Mounted Police            | Constable Dumont                              |                         |
| 1940      | The Texas Rangers Ride Again         | Eddie (uncredited)                            |                         |
| 1943      | Bombardier                           | Joe Connors                                   |                         |
| 1943      | The Sky's the Limit                  | Reginald Fenton                               |                         |
| 1943      | Behind the Rising Sun                | Lefty O'Doyle                                 |                         |
| 1943      | The Iron Major                       | Father Timothy 'Tim' Donovan                  |                         |
| 1943      | Gangway for Tomorrow                 | Joe Dunham                                    |                         |
| 1943      | Tender Comrade                       | Chris Jones                                   |                         |
| 1944      | Marine Raiders                       | Capt. Dan Craig                               |                         |
| 1947      | Trail Street                         | Allen                                         |                         |
| 1947      | The Woman on the Beach               | Scott                                         |                         |
| 1947      | Crossfire                            | Montgomery                                    | Kereszttűz              |
| 1948      | Berlin Express                       | Robert Lindley                                | Berlin Express          |
| 1948      | Return of the Bad Men                | Sundance Kid                                  |                         |
| 1948      | The Boy with Green Hair              | Dr. Evans                                     |                         |
| 1948      | Act of Violence                      | Joe Parkson                                   |                         |
| 1949      | Caught                               | Smith Ohlrig                                  | Zsákmány                |
| 1949      | The Set-Up                           | Stoker                                        | Az eladott mérkőzés     |
| 1949      | I Married a Communist                | Brad Collins                                  |                         |
| 1950      | The Secret Fury                      | David Mclean                                  |                         |
| 1950      | Born to Be Bad                       | Nick                                          |                         |
| 1951      | Hard, Fast and Beautiful             | Seabright Tennis Match Spectator (uncredited) |                         |
| 1951      | Best of the Badmen                   | Jeff Clanton                                  |                         |
| 1951      | Flying Leathernecks                  | Capt. Carl 'Griff' Griffin                    |                         |
| 1951      | The Racket                           | Nick Scanlon                                  |                         |
| 1951      | On Dangerous Ground                  | Jim Wilson                                    |                         |
| 1952      | Clash by Night                       | Earl Pfeiffer                                 | Éjszakai összecsapás    |
| 1952      | Beware, My Lovely                    | Howard Wilton                                 |                         |
| 1952      | Horizons West                        | Dan Hammond                                   |                         |
| 1953      | The Naked Spur                       | Ben Vandergroat                               |                         |
| 1953      | City Beneath the Sea                 | Brad Carlton                                  | Város a tenger alatt    |
| 1953      | Inferno                              | Donald Whitley Carson III                     |                         |
| 1954      | Alaska Seas                          | Matt Kelly                                    |                         |
| 1954      | About Mrs. Leslie                    | George Leslie                                 |                         |
| 1954      | Her Twelve Men                       | Joe Hargrave                                  |                         |
| 1955      | Bad Day at Black Rock                | Reno Smith                                    | Rossz nap Black Rocknál |
| 1955      | House of Bamboo                      | Jim Brecam                                    |                         |
| 1955      | Escape to Burma                      | Sandy Dawson                                  |                         |
| 1955      | The Tall Men                         | Nathan Stark                                  |                         |
| 1956      | The Proud Ones                       | Marshal Cass Silver                           |                         |
| 1956      | Back from Eternity                   | Bill Lonagan                                  |                         |
| 1957      | Men in War                           | Lt. Benson                                    |                         |
| 1958      | Lonelyhearts                         | William Shrike                                |                         |
| 1958      | God's Little Acre                    | Ty Ty Walden                                  |                         |
| 1959      | Day of the Outlaw                    | Blaise Starrett                               |                         |
| 1959      | Odds Against Tomorrow                | Earle Slater                                  |                         |
| 1960      | Ice Palace                           | Thor Storm                                    | Jégpalota               |
| 1961      | The Canadians                        | Inspector William Gannon                      |                         |
| 1961      | King of Kings                        | Keresztelő János                              |                         |
| 1962      | The Longest Day                      | James M. Gavin dandártábornok                 | A leghosszabb nap       |
| 1962      | Billy Budd                           | John Claggart- Master at Arms                 |                         |
| 1964–1965 | World War One (sorozat)              | Narrator                                      |                         |
| 1965      | The Crooked Road                     | Richard Ashley                                |                         |
| 1965      | The Dirty Game                       | General Bruce                                 |                         |
| 1965      | Battle of the Bulge                  | Gen. Grey                                     | A halál ötven órája     |
| 1966      | The Professionals                    | Ehrengard                                     | Szerencsevadászok       |
| 1967      | The Busy Body                        | Charley Barker                                |                         |
| 1967      | The Dirty Dozen                      | Col. Everett Dasher Breed                     | A piszkos tizenkettő    |
| 1967      | Hour of the Gun                      | Ike Clanton                                   | Fegyverek órája         |
| 1967      | Custer of the West                   | Sgt. Patrick Mulligan                         |                         |
| 1968      | A Minute to Pray, a Second to Die    | New Mexico Gov. Lem Carter                    |                         |
| 1968      | Anzio                                | General Carson                                |                         |
| 1969      | The Wild Bunch                       | Deke Thornton                                 | Vad banda               |
| 1969      | Captain Nemo and the Underwater City | Captain Nemo                                  |                         |
| 1971      | Lawman                               | Marshall Sabbath Cotton Ryan                  | A törvény nevében       |
| 1971      | The Love Machine                     | Gregory 'Greg' Austin                         |                         |
| 1972      | ... and Hope to Die                  | Charley Ellis                                 |                         |
| 1973      | Lolly-Madonna XXX                    | Pap Gutshall                                  |                         |
| 1973      | The Outfit                           | Mailer                                        |                         |
| 1973      | Executive Action                     | Robert Foster                                 | Akció az elnök ellen    |
| 1973      | The Iceman Cometh                    | Larry Slade                                   |                         |

## Fordítás
- Ez a szócikk részben vagy egészben  a   Robert Ryan című angol Wikipédia-szócikk fordításán alapul.  Az eredeti cikk szerkesztőit annak laptörténete sorolja fel. Ez a jelzés csupán a megfogalmazás eredetét és a szerzői jogokat jelzi, nem szolgál a cikkben szereplő információk forrásmegjelöléseként.

## További információ
- Robert Ryan a PORT.hu-n (magyarul)
- Robert Ryan az Internetes Szinkronadatbázisban (magyarul)
- Robert Ryan az Internet Movie Database-ben (angolul)
- Robert Ryan a Rotten Tomatoeson (angolul)
- Robert Ryan az AlloCiné weboldalán (franciául)